# Okiseius cowbay
Okiseius cowbay är en spindeldjursart som beskrevs av Thomas Walter 1999. Okiseius cowbay ingår i släktet Okiseius och familjen Phytoseiidae. Inga underarter finns listade i Catalogue of Life.